# نام‌گذاری مستعار آی‌پی
نامگذاری مستعار آی‌پی (به انگلیسی: IP aliasing) بیش از یک آدرس IP را به یک رابط شبکه متصل می‌کند. با این کار، یک گره در یک شبکه می‌تواند اتصالات متعددی به آن شبکه داشته باشد که هر کدام هدف خاصی را انجام دهند.
IP aliasing می‌تواند برای فراهم کردن چندین آدرس شبکه برای یک واسط فیزیکی استفاده شود. با این کار، یک گره در یک شبکه می‌تواند اتصالات متعدد به یک شبکه داشته باشد و هر کدام برای هدف خاصی باشد. در هسته لینوکس برای اولین بار توسط Juan José Ciarlante در سال ۱۹۹۵ پیاده‌سازی شد[۱]. در سیستم عامل سولاریس به نام رابط منطقی شبکه شناخته شده و برای اولین بار در نسخه Solaris 2.5 در دسترس بود[۲]. همچنین در Microsoft Windows NT هم حداقل از نسخه Windows NT 3.51 که در ۱۹۹۵ معرفی شد، امکان‌پذیر بود [۳].
از نام گذاری مستعار IP برای تهیه چندین آدرس شبکه با استفاده از یک کارت شبکه می‌توان استفاده کرد؛ به عنوان مثال می‌توانیم سروری داشته باشیم که به عنوان یک دروازه (مسیریاب)، یک سرور دی‌اچ‌سی‌پی و یک سرور دی‌ان‌اس با سه آی‌پی متفاوت عمل کند. به عنوان مثالی دیگر می‌توان ۳ دستگاه مختلف سخت‌افزاری را با یک سرور مجازی جایگزین کرد تا هزینه‌های اداری کاهش یابد. در این روش شما ۳ آدرس متفاوت دارید که همگی مربوط به یک کامپیوتر هستند بدون اینکه نیاز به نصب کارت‌های شبکه متفاوتی باشد. یک کاربرد دیگر برای زمانی که می‌خواهید از یک کامپیوتر یا یک کارت شبکه به‌طور همزمان در دو زیر شبکه متفاوت استفاده کنید. دلیل دیگر این است که بخواهیم یک کامپیوتر را در دو زیر شبکه منطقا متفاوت داشته باشیم و تنها از یک کارت شبکه فیزیکی استفاده کنیم.